# Cavalerie Bourguignonne (Chant)

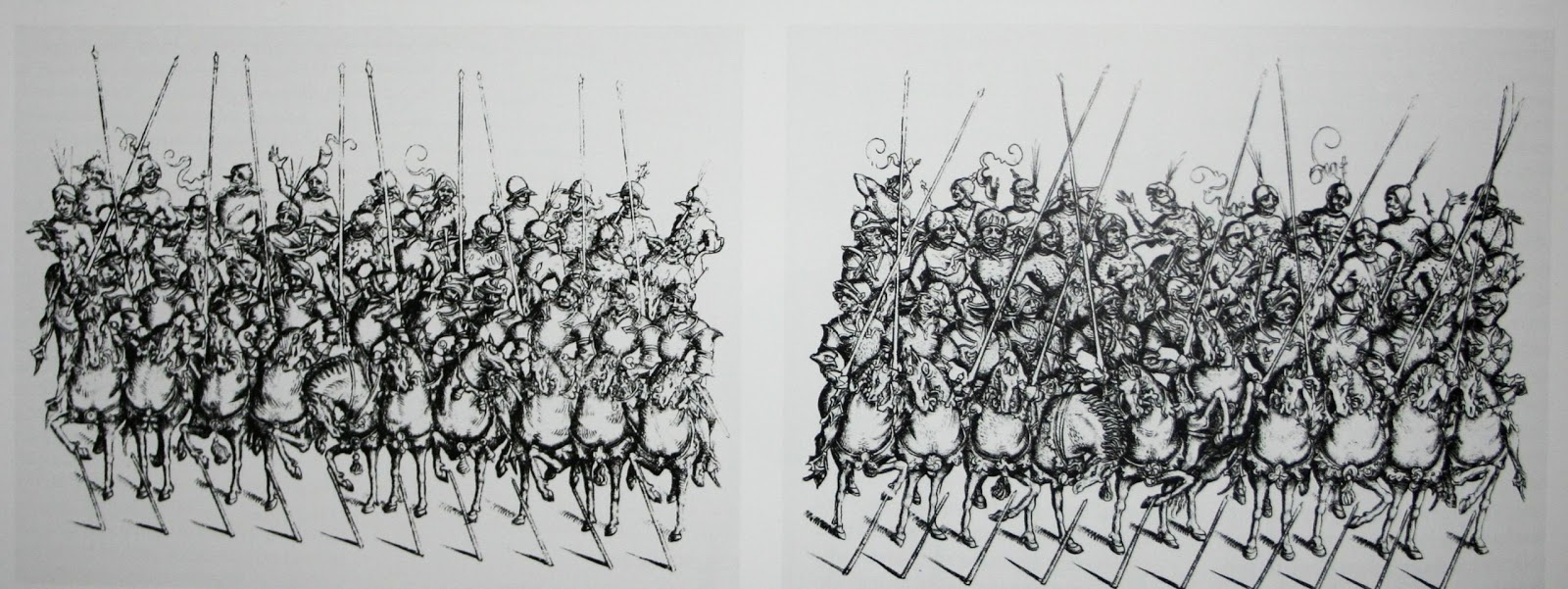
Cavalerie bourguignonne (vers 1470)

Cavalerie bourguignonne est un ancien chant guerrier bourguignon. Il provient de l'air chanté par les cavaliers bourguignons au soir de la bataille de Montenaken, le 20 octobre 1465,, dont ils jouèrent un rôle déterminant.

## Contexte historique
La guerre du Bien public entre Louis XI et plusieurs membres de la haute noblesse débute en mars 1465. En conséquence, l'État bourguignon se retrouve en guerre avec la France. Louis, soucieux de trouver des alliés, entre en pourparlers avec la ville de Liège, qui avait des griefs historiques contre la Bourgogne, menant à un traité militaire en juin 1465. Les Liégeois n'étaient pas satisfaits de la gouvernance du Prince-évêque Louis de Bourbon qui avait été mis en place par le duc de Bourgogne Philippe le Bon en accord avec le pape Calixte III sur le trône de Saint-Lambert en 1456 contre l'avis du chapitre de la cathédrale.
Alors que la majeure partie de l'armée bourguignonne, est engagée en France, les Liégeois déclarent la guerre à la Bourgogne le 28 août. Malgré tout, le duc de Bourgogne Philippe le Bon parvient à rassembler rapidement une force, en majorité composée de Brabançons, pour défendre ses territoires contre l'attaque liégeoise. Ce détachement est placé sous le commandement du fils de Philippe le Bon, le futur Charles le Téméraire, alors comte de Charolais.
Les Liégeois, pourtant en surnombre, sont mis en déroute par les bourguignons dans le petit village de Montenaken, le 20 octobre 1465 . Cette victoire fut permise par la ténacité des cavaliers bourguignons qui réitérèrent plusieurs fois leur charge, contre les lignes liégeoises qu'ils parviennent à briser.

## Le chant
Le chant aborde la fidélité et la confiance des cavaliers dans leur chef Charles le téméraire mais aussi leurs craintes sur l'avenir de la campagne militaire qui se déroule dans l'actuelle Belgique. Chant manifestement destiné à leur donner du courage avant les futurs combats.

## Texte
Fort devant Dieu, aucun ne courbe le cap, lalalalalalala
Moult horions aux ennemis nous donnerons lalalalalalalala lalalalalalaala
Nostre Seigneur, le Duc Charles le Hardi, lalalalalalala, nous mènera de par les tiers pays lalalalalalalalalalalalalala
Chez les Flamins, boirons la bière et le vin, lalalalalalala, comme le pain blanc sont damoiselles de Brabant, lalalalalalala
Demain nos corps, par l'estoc seront percés,lalalalalalala, buvons encore ce soir à la nostre santé, lalalalalalala
Enterrez nous, dans la terre de nos aïeux, lalalalalalala, fiers chevaliers lorsque notre heure aura sonné, lalallalalalalala